# Джонні Фамешон
Джонні Фамешон (англ. Johnny Famechon; 20 березня 1945, Париж — 4 серпня 2022, Мельбурн) — австралійський професійний боксер, чемпіон світу за версією WBC (1969—1970) у напівлегкій вазі.

## Боксерська кар'єра
Джонні Фамешон народився у Франції, а коли йому було п’ять років, разом з сім'єю переїхав до Австралії, і вже у віці 16 років дебютував на професійному рингу.
1964 року став чемпіоном штату Вікторія в напівлегкій вазі. Того ж року став чемпіоном Австралії. 1967 року завоював титул чемпіона Співдружності.
21 січня 1969 року зустрівся в бою з чемпіоном WBC у напівлегкій вазі Хосе Легра (Іспанія), який проводив перший захист титулу. 15-раундовий бій завершився перемогою за очками Фамешона, який став новим чемпіоном світу.
Здобувши три перемоги в нетитульних боях, 28 липня 1969 року вийшов на бій проти ексчемпіона світу у нижчих категоріях Харада Масахіко (Японія). Бій проходив у Сіднеї, а рефері та єдиним суддею був колишній чемпіон світу в напівлегкій вазі Віллі Пеп (США), який по закінченню поєдинку оголосив спочатку нічию, а потім під тиском глядачів — перемогу Фамешона. Тим не менш, цей результат був дуже суперечливим, і Світова боксерська рада вимагала проведення реваншу.
6 січня 1970 року Харада і Фамешон зустрілися в реванші, цього разу в Токіо. Харада надіслав чемпіона в нокдаун у десятому раунді, але Фамешон відновився, зберігши титул нокаутом в чотирнадцятому раунді.
9 травня 1970 року в Римі програв одностайним рішенням Вісенте Сальдівару (Мексика), після чого завершив кар'єру.